# Château de Lamartinie
Le château de Lamartinie est un château situé sur la commune d'Ytrac dans le département du Cantal, en France.

## Description
Le château de Lamartinie a été très remanié au cours des siècles et l'ensemble relève de styles architecturaux de différentes époques allant du XVIe siècle au XIXe siècle.
Au logis-donjon carré qui compose l'aile sud, sans doute du début du XVIe siècle, a été accolé un logis flanqué d'une tourelle d'escalier polygonale vers la fin du XVIe siècle. Ainsi la partie ancienne du château se compose de deux corps de logis rectangulaires reliés entre eux et d'une tour escalier octogonale.
Une aile nord symétrique du donjon sud datée de la fin du XVIIIe siècle ou du XIXe siècle puis en 1895 une tourelle polygonale adossée sur la face Est et une tour de flanquement nord-est, le pendant de la tourelle sud-est couronnée de corbeaux comme le donjon carré, dont on ne connait pas la date de construction. Une aile les relie ce qui délimite une cour intérieure.
En 1895, les Bouygues, une famille limousine de la bourgeoisie de robe, font restaurer le château par l'architecte Lemaigre-Dubreuil. À l'intérieur du château, le décor est de style troubadour.

## Historique
Le château de Lamartinie servit de refuge aux habitants d'Aurillac lors de la grande peste, qui décima la région. Le manoir est mentionné pour la première fois en 1592.
Le château eut pour propriétaires successifs les familles de Tournemire, Ollier, Cambefort, Legendre, Aragonnès, de Boschâtel, Bouygues, de Saint-Vincent. 
Le château a été vendu pour la dernière fois en 1652 à la famille de Boschatel et transmis de génération en génération par les descendants de cette famille jusqu'à ce jour.
Le château fait l’objet d’une inscription au titre des monuments historiques depuis le 21 août 1989.